# Cetkovice
Obec Cetkovice se nachází v okrese Blansko v Jihomoravském kraji na Malé Hané. Žije zde 775 obyvatel.

## Historie
Datum založení Cetkovic není známo. Archeologické nálezy dávají najevo, že nejstarší obyvatelstvo zde sídlilo již v předhistorickém období. Z nálezů, které se dělaly roku 1958 při stavbě kolchozu pro ustájení dobytka, vyplývá, že toto území bylo osídleno před třemi tisíci lety lidem popelnicových polí. Tento nález byl určen jako zásobnice obilí ze střední doby bronzové z období lužického lidu. Další nález keramiky při stavbě nové márnice (1964) dokazuje, že tu v letech 900–500 před n. l. sídlil lid slezského typu. Avšak největší archeologický nález byl na místě zvaném Na Kaplici. Podle toho se dá říci, že se tu nacházelo slovanské sídliště.
První písemná zmínka o obci pochází z roku 1160. Obec byla založena kolem 11. století, avšak první zmínky se objevují už z dřívějších dob. Název dostala po rodinných příslušnících jménem Cetkovici (Cetek). Jako první známá rodina žijící na přelomu 14. a 15. století byla rodina Pukliců. Nejstarším předkem byl Damián Puklic z Cetkovic, který držel v roce 1373 zboží v Roštítkách, podle něj se také psal.
V roce 1490 část Cetkovic patřila Jindřichu z Jezer a Ptení, druhá, zbývající část trvale patřila hradišťskému klášteru. Roku 1538 byl povýšen do rytířského stavu Vavřinec Kralický z Cetkovic, který dostal polcený štít do znaku, kde levá polovina byla modrá a pravá červená, uprostřed byla umístěna černá hlava kozla s propíchnutým levým okem. Jelikož hradiští opati měli velmi často finanční problémy, zastavovali části svého majetku okolním šlechtickým rodinám. V 16. století měl část obce v zástavě i Proček z Kunštátu.
V roce 1656 byl na klášterním panství první soupis domů a půdy. Podle tohoto soupisu bylo v Cetkovicích 44 usedlostí a objevuje se zde 69 příjmení. Převažovala: Kubín, Kalandra, Špička, Zdražil, Dračka, Mrva, Kalandřík, Martinek, Piták. Tato a mnohá další se dochovala až dodnes. Většina obyvatel obce byla nekatolická, v 17. a 18. století zde probíhala násilná rekatolizace včetně oslích pohřbů.
V polovině 19. století v tisku Topografie Moravy jsou první podrobné údaje také o Cetkovicích. Tehdy tu bylo 108 domů s 767 obyvateli, od roku 1870 se počet usedlosti a obyvatel zvýšil. Sbor dobrovolných hasičů byl založen roku 1881. Po první světové válce se v roce 1919 i v Cetkovicích konaly volby do krajského zastupitelstva. Prvním poválečným starostou se stal Josef Soukup. V dalších volbách roku 1924 zvítězil Alois Tomášek.

## Současnost
V roce 2016 byla vybudována nová hasičská zbrojnice. Stavba přízemí začala roku 2013, v hasičárně tak nejdřív vznikl prostor pro uskladnění vozidel hasičů, šatny, malý sklad a toaleta, následně dostala budova také novou fasádu a zázemí. Nová zbrojnice přišla na čtyři miliony korun a obec ji zaplatila převážně z vlastních zdrojů, sedm set tisíc korun pokryla dotace z Jihomoravského kraje.

## Pamětihodnosti

### Kostel svatého Filipa a Jakuba
Cetkovický kostel patronů sv. Filipa a Jakuba byl postaven v letech 1699 až 1700. Tato barokní stavba byla vystavěna pravděpodobně na místě, kde dříve stával dřevěný kostel. Nasvědčuje tomu i historická mapka. Byl postaven na základě povolenky olomoucké biskupské konsistoře a za finančního přispění hradištského opata Norberta Želeckého. Kostel postihly hned dva požáry. Jeden v roce 1785 a druhý 1818. Proto kostel dnes vidíme v podobě po několika přestavbách. Farnost se zapojuje i do Noci kostelů.

### Fara
Cetkovická fara (neboli zámeček) patří také k historickým budovám v této vesnici. Byla postavena v barokním slohu v letech 1761–1762 jako letní sídlo opata Pavla Ferdinanda Václavíka. Dnes je obývána současným farářem.

### Kříže
V Cetkovicích je několik křížů. Nejstarší kříž, který je dřevěný, se nachází před kostelem. Na tomto kříži je tabulka, kterou nechal zhotovit pater Arnold Zemánek.
Další kříž se nachází u vchodu na hřbitov. Vytvořil jej František Walusz, kameník a nájemce lomu ve Velkých Opatovicích.

### Kaplička
V Cetkovicích se také nachází kaplička, která byla postavena díky Josefu Kubínovi, rok poté, co se vydal do Svaté země, odkud přivezl velmi vzácné relikvie, které se ale nedochovaly – byly ukradeny.

## Památník padlých
Památník, který je věnován padlým z obou světových válek, je umístěn na hlavní silnici kousek od kostela, směrem na Velké Opatovice.

## Známé osobnosti v Cetkovicích
| Jméno                 | Obor                                               |
| --------------------- | -------------------------------------------------- |
| Alois Ambroz          | rodák, kněz a kampanolog                           |
| Matyáš Moravský       | tiskař, kaligraf a iluminátor                      |
| Josef Kubín           | cestopisec                                         |
| Josef Pazdírek        | hudební skladatel a pedagog                        |
| Edvard Matoušek       | krajský inspektor                                  |
| Josef Kincl           | kronikář,zakladatel Malohanácké kapely             |
| Bedřich Štrébl        | ředitel místní školy, sběratel malohanáckých písní |
| Ing. František Přibyl | elektronik                                         |
| P. Rudolf Vašíček     | jezuita                                            |
| RNDr. Antonín Vašíček | vysokoškolský pedagog,(obor optika)                |

## Přírodní poměry

### Vodstvo
Obcí protéká Brodecký potok a Cetkovický potok. Brodecký potok se vlévá severozápadně od Cetkovic do Uhřického potoka, který je pravostranným přítokem Jevíčky.

## Fotogalerie

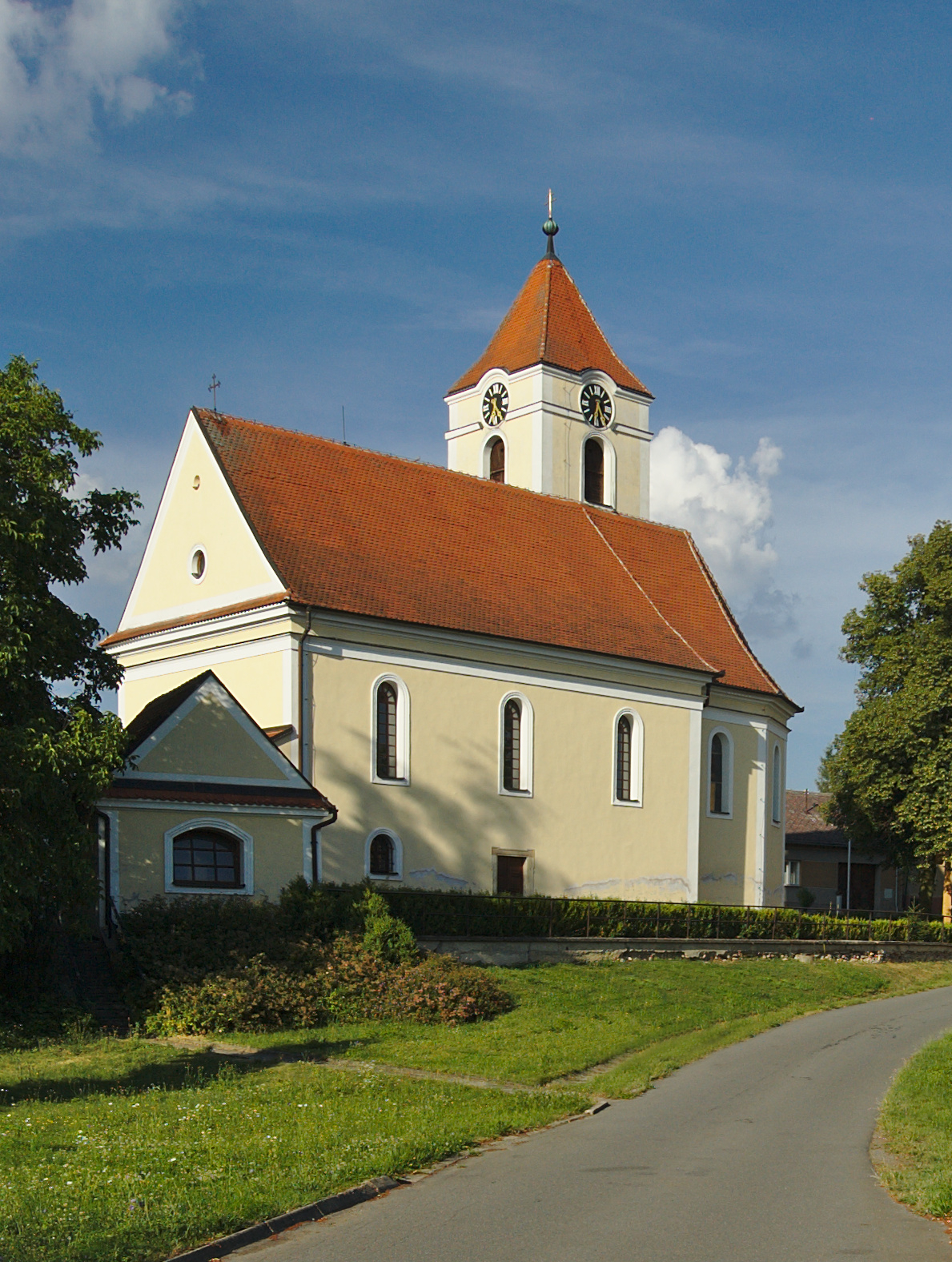
Kostel svatých Filipa a Jakuba
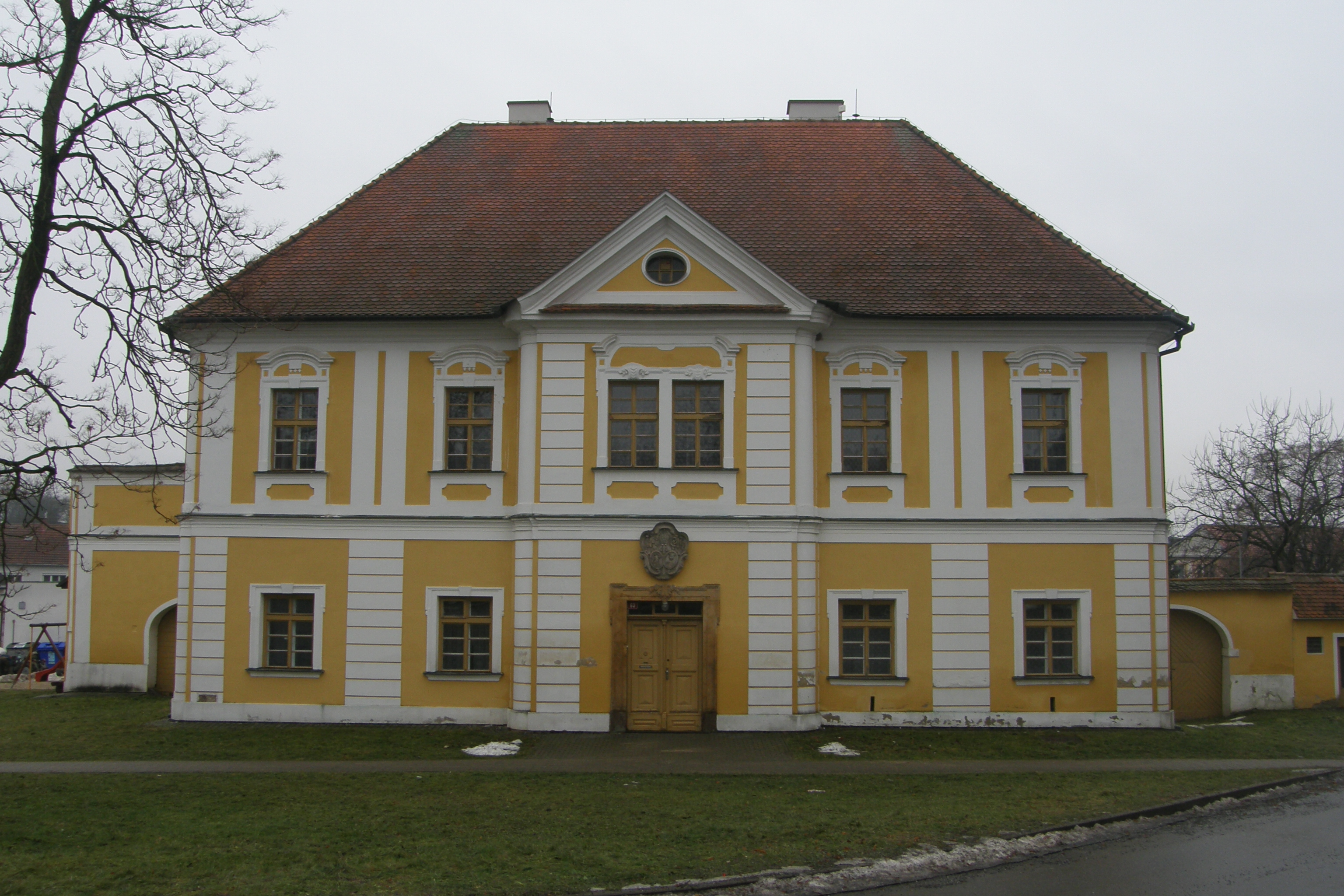
Fara
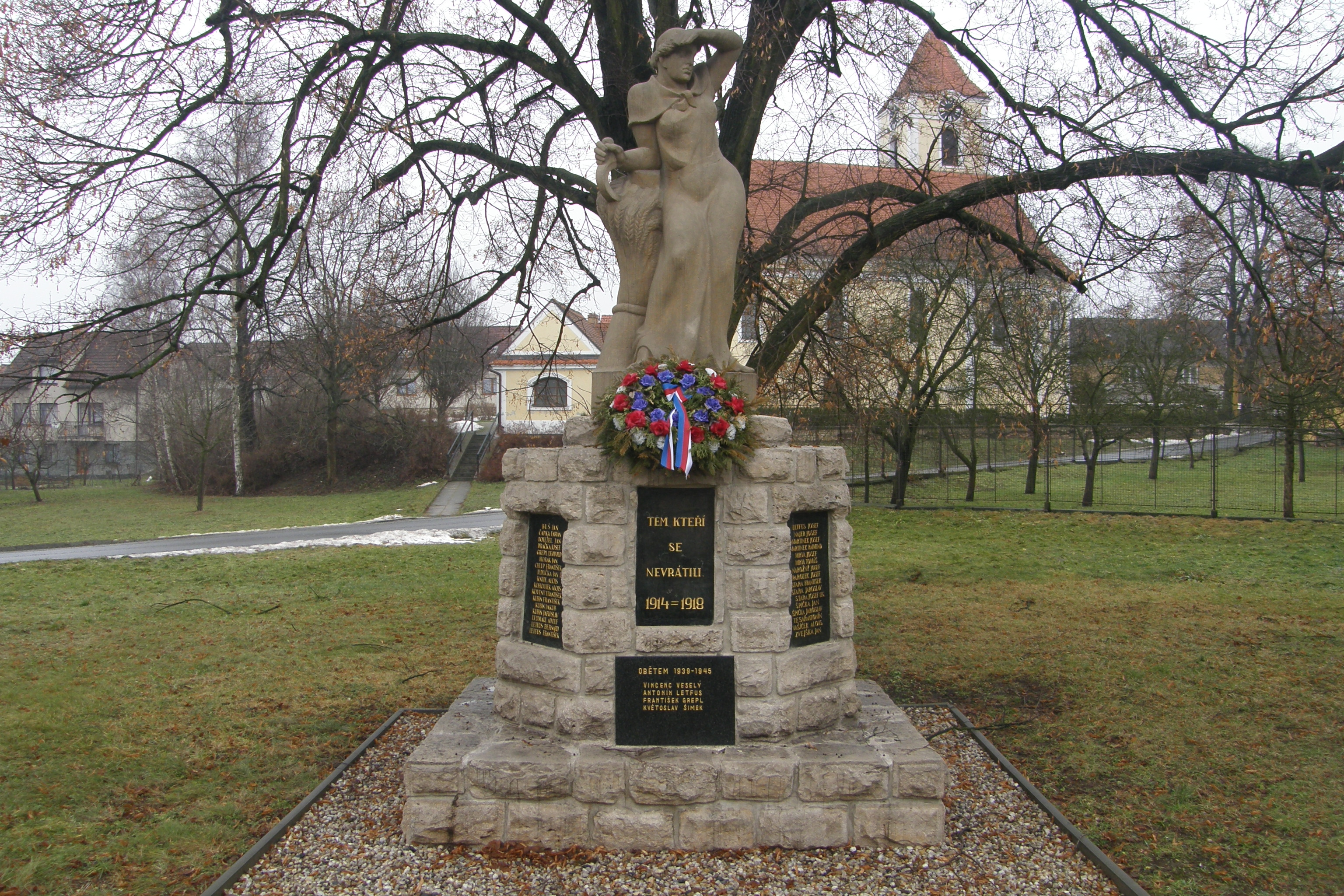
Pomník obětem světových válek
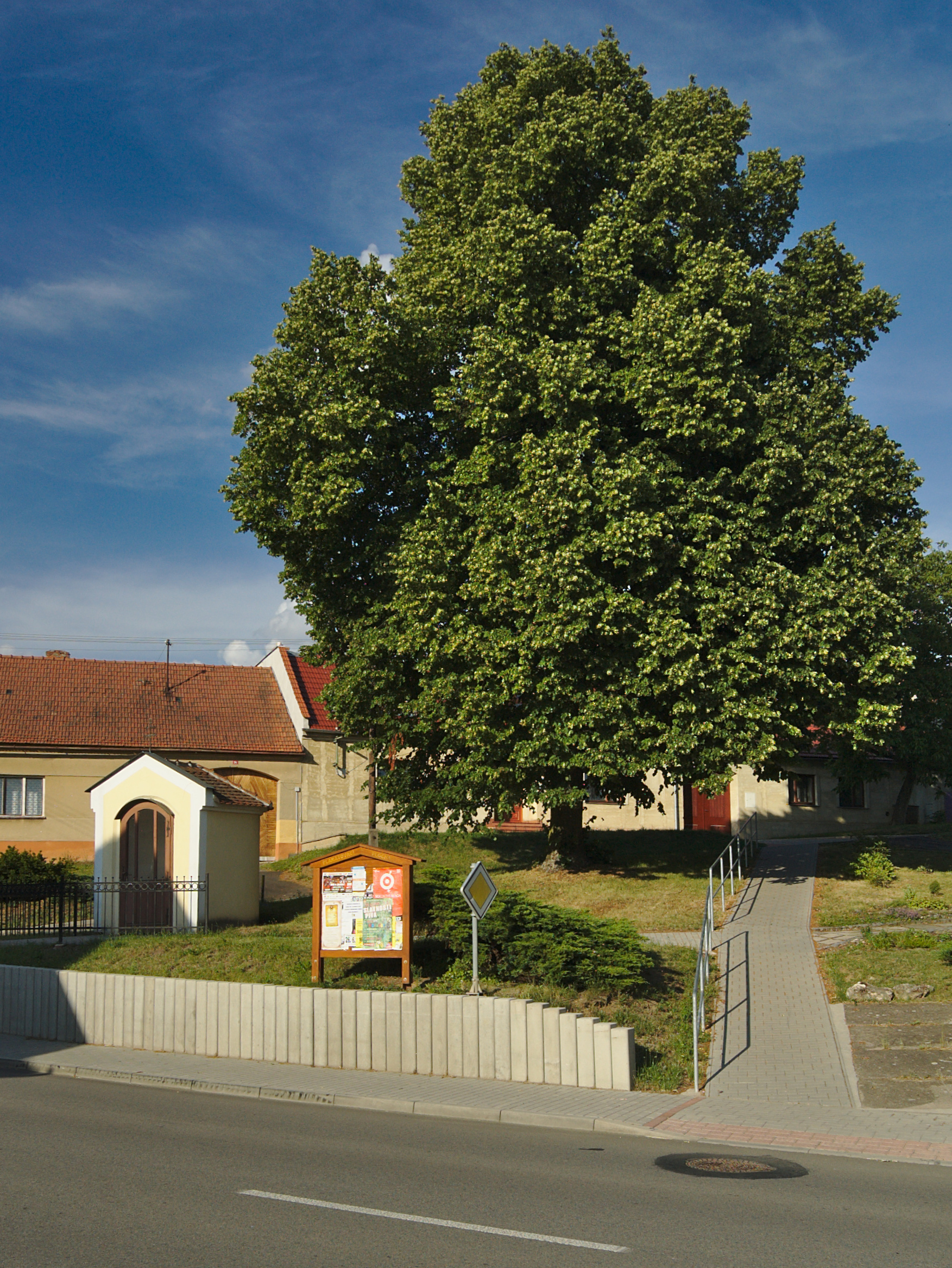
Kaplička na návsi
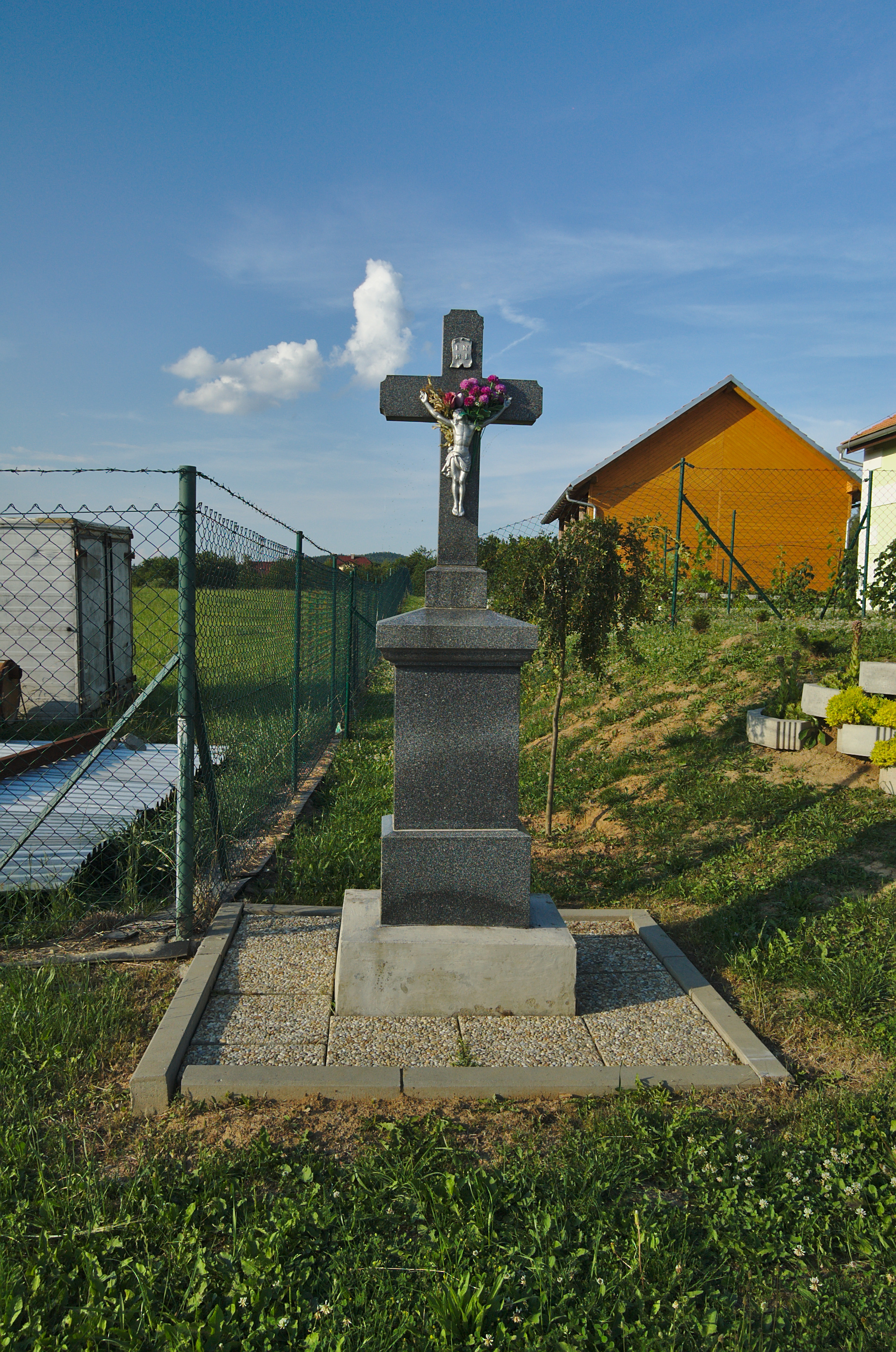
Kříž u cesty na Pohoru
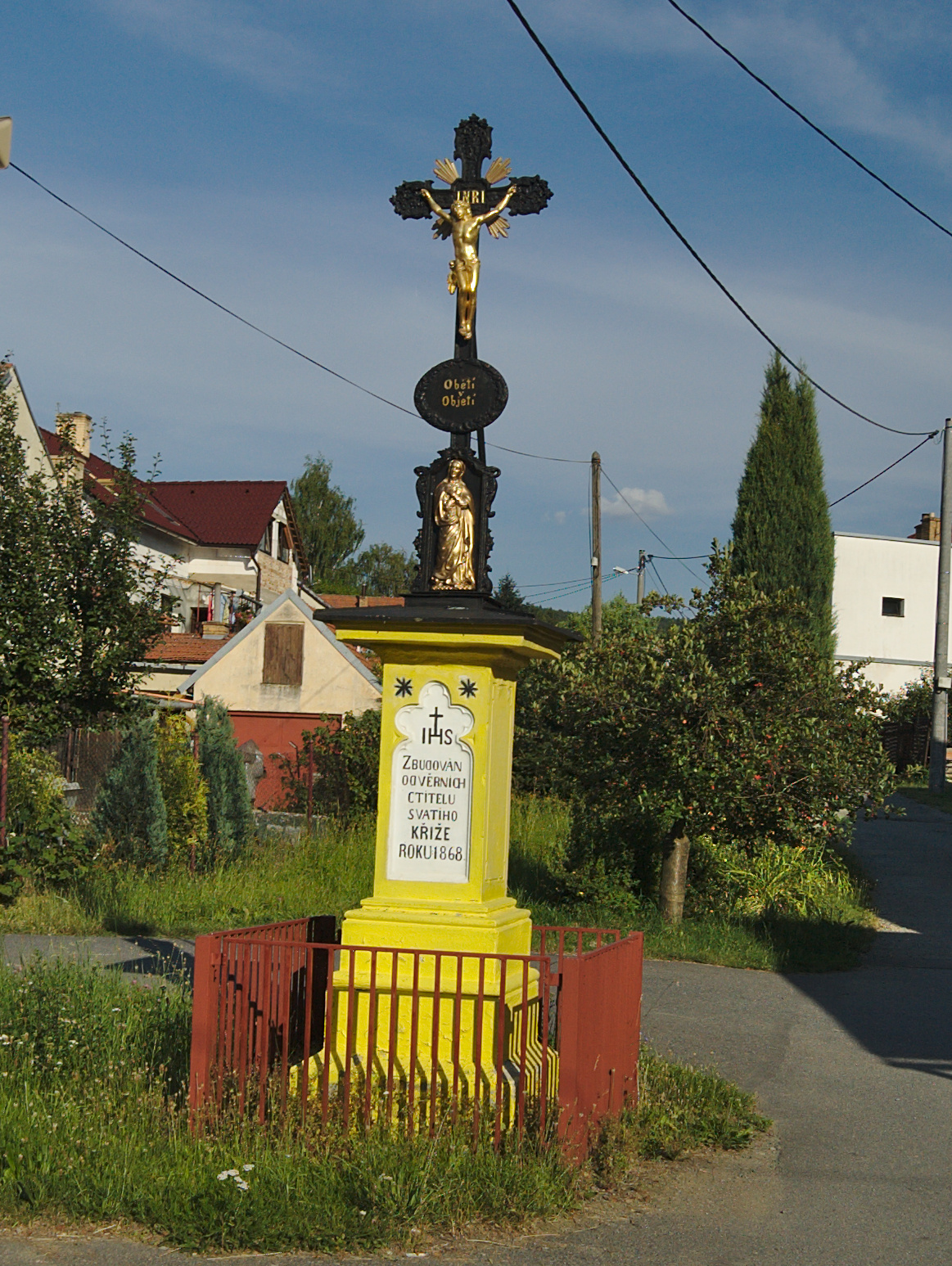
Kříž u silnice